# The Ashes 2002-03
Il The Ashes 2002-03 è la 62ª edizione del prestigioso The Ashes di cricket. La serie di 5 partite si è disputata in Australia tra il 7 novembre 2002 e il 6 gennaio 2003 nelle città di Brisbane, Adelaide, Perth, Melbourne e Sydney. La vittoria finale è andata per l'ottava volta consecutiva alla selezione australiana che è riuscita ad imporsi per 4-1, eguagliando il record di successi consecutivi detenuto dall'Inghilterra nel periodo tra il 1882 e il 1890.

## Partite

### Test 1: Brisbane, 7-10 novembre 2002
| Data               | Luogo                                       |           |             | Risultato             |
| ------------------ | ------------------------------------------- | --------- | ----------- | --------------------- |
| 7-10 novembre 2002 | Brisbane Cricket Ground Brisbane, Australia | Australia | Inghilterra | AUS vince di 384 runs |

| Innings | In battuta  | Al lancio   | Risultato   | Note          |
| ------- | ----------- | ----------- | ----------- | ------------- |
| I       | Australia   | Inghilterra | 492/all out |               |
| II      | Inghilterra | Australia   | 325/all out |               |
| III     | Australia   | Inghilterra | 296/5       | Dichiarazione |
| IV      | Inghilterra | Australia   | 79/all out  |               |

### Test 2: Adelaide, 21-24 novembre 2002
| Data                | Luogo                             |             |           | Risultato                         |
| ------------------- | --------------------------------- | ----------- | --------- | --------------------------------- |
| 21-24 novembre 2002 | Adelaide Oval Adelaide, Australia | Inghilterra | Australia | AUS vince di un innings e 51 runs |

| Innings | In battuta  | Al lancio   | Risultato     | Note           |
| ------- | ----------- | ----------- | ------------- | -------------- |
| I       | Inghilterra | Australia   | 342/all out   |                |
| II      | Australia   | Inghilterra | 552/9         | Dichiarazione  |
| III     | Inghilterra | Australia   | 159/all out   |                |
| IV      | Australia   | Inghilterra | Non disputato | Non necessario |

### Test 3: Perth, 29 novembre-1º dicembre 2002
| Data                         | Luogo                        |             |           | Risultato                                            |
| ---------------------------- | ---------------------------- | ----------- | --------- | ---------------------------------------------------- |
| 29 novembre 1º dicembre 2002 | WACA Ground Perth, Australia | Inghilterra | Australia | AUS vince di un innings e 48 runs AUS VINCE LA SERIE |

| Innings | In battuta  | Al lancio   | Risultato     | Note           |
| ------- | ----------- | ----------- | ------------- | -------------- |
| I       | Inghilterra | Australia   | 185/all out   |                |
| II      | Australia   | Inghilterra | 456/all out   |                |
| III     | Inghilterra | Australia   | 223/all out   |                |
| IV      | Australia   | Inghilterra | Non disputato | Non necessario |

### Test 4: Melbourne, 26 dicembre-30 dicembre 2002
| Data                | Luogo                                         |           |             | Risultato              |
| ------------------- | --------------------------------------------- | --------- | ----------- | ---------------------- |
| 26-30 dicembre 2002 | Melbourne Cricket Ground Melbourne, Australia | Australia | Inghilterra | AUS vince di 5 wickets |

| Innings | In battuta  | Al lancio   | Risultato   | Note                                                       |
| ------- | ----------- | ----------- | ----------- | ---------------------------------------------------------- |
| I       | Australia   | Inghilterra | 551/6       | Dichiarazione                                              |
| II      | Inghilterra | Australia   | 270/all out | AUS chiede il Follow on avendo oltre 200 runs di vantaggio |
| III     | Inghilterra | Australia   | 387/all out |                                                            |
| IV      | Australia   | Inghilterra | 107/5       |                                                            |

### Test 5: Sydney, 2-6 gennaio 2003
| Data             | Luogo                                   |             |           | Risultato             |
| ---------------- | --------------------------------------- | ----------- | --------- | --------------------- |
| 2-6 gennaio 2003 | Sydney Cricket Ground Sydney, Australia | Inghilterra | Australia | ENG vince di 225 runs |

| Innings | In battuta  | Al lancio   | Risultato   | Note          |
| ------- | ----------- | ----------- | ----------- | ------------- |
| I       | Inghilterra | Australia   | 362/all out |               |
| II      | Australia   | Inghilterra | 363/all out |               |
| III     | Inghilterra | Australia   | 452/9       | Dichiarazione |
| IV      | Australia   | Inghilterra | 226/all out |               |